# Chinchilla de Monte-Aragón
Chinchilla de Monte-Aragón là một đô thị ở tỉnh Albacete nằm ở cộng đồng tự trị Castile-La Mancha của Tây Ban Nha. Đô thị Vilagrassa có diện tích là 680,03 ki-lô-mét vuông, dân số năm 2009 là 3924 người với mật độ 5,77 người/km². Đô thị Vilagrassa có cự ly 15 km so với tỉnh lỵ Albacete.